# Endingen
Endingen (toponimo tedesco; fino al 1945 Oberendingen) è un comune svizzero di 2 571 abitanti del Canton Argovia, nel distretto di Zurzach.

## Storia
Dal 1776 fino alle riforme costituzionali del 1866 e del 1874 Endingen e la vicina Lengnau furono le uniche località della Confederazione dove potevano stabilirsi ebrei, risultando così per due secoli i centri principali dell'ebraismo in Svizzera.
Il 1° gennaio 2014 Endingen ha inglobato il comune soppresso di Unterendingen.

## Monumenti e luoghi d'interesse

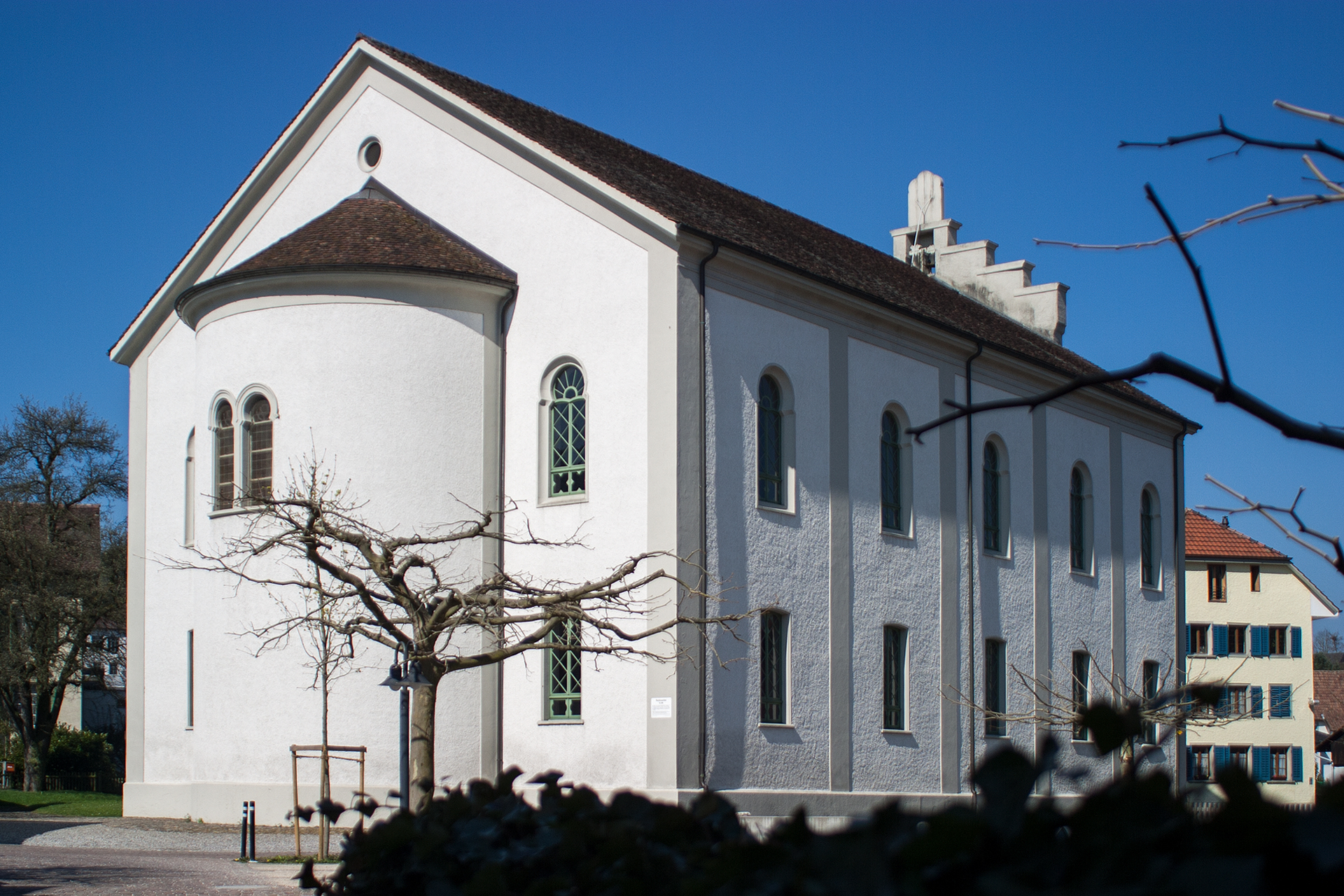
La sinagoga

- Sinagoga, eretta nel 1764 e ricostruita nel 1852[1].

## Società

### Evoluzione demografica
L'evoluzione demografica è riportata nella seguente tabella:
Abitanti censiti

## Religione

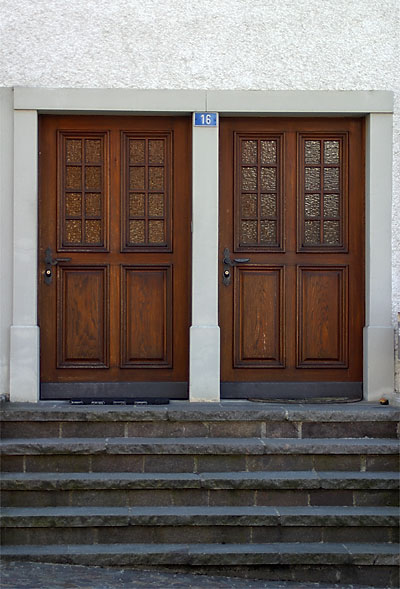
Abitazione del XIX secolo con un caratteristico doppio ingresso, uno per ebrei, l'altro per cristiani.

La comunità ebraica di Endingen, che contava circa 500 membri nel 1799 e circa 1 000 nel 1850, si è gradualmente ridotta tra la fine del XIX e l'inizio del XX secolo quando, in seguito al processo di emancipazione, gli ebrei residenti si trasferirono progressivamente in centri urbani maggiori come Zurigo e Basilea o emigrarono negli Stati Uniti. Da allora il comune ha avuto una popolazione prevalentemente di fede cristiana, a maggioranza cattolica.

## Amministrazione
Ogni famiglia originaria del luogo fa parte del cosiddetto comune patriziale e ha la responsabilità della manutenzione di ogni bene ricadente all'interno dei confini del comune. I comuni patriziali di Endingen, cristiano, e di Neu-Endingen, ebraico (fondato nel 1879), furono unificati nel 1983.